# Granville Gee Bee R-1
Die Granville Gee Bee R-1 war ein Flugzeug des von fünf Brüdern gegründeten US-amerikanischen Flugzeugherstellers Granville Brothers Aircraft, der nacheinander eine ganze Reihe von Rennflugzeugen herausbrachte.

## Geschichte
Der Erstflug der R-1 mit Russel Boardman am Steuer erfolgte am 13. August 1932. Boardman sollte die Maschine auch bei den National Air Races fliegen, verletzte sich jedoch bei einem Unfall mit einer anderen Granville-Maschine. Für ihn sprang der später legendär gewordene Jimmy Doolittle ein. Bei der Shell Trophy erreichte er mit einem Pratt & Whitney R-1340 als Antrieb eine Geschwindigkeit von 471,84 km/h, was deutlich über dem bestehenden Weltrekord für Landflugzeuge lag. Der offizielle Weltrekordversuch fand am 3. September 1932 statt. Die Maschine erhielt dazu ein vergrößertes Seitenruder und einen Verstellpropeller von Hamilton Standard. So ausgerüstet konnte mit 476,830 km/h ein neuer Geschwindigkeitsweltrekord aufgestellt werden. Doolittle gewann am 5. September 1932 mit derselben Maschine auch die Thompson Trophy.
Die R-1 erhielt daraufhin einen Pratt & Whitney R-1690 und wurde 1933 für die Bendix Trophy gemeldet. Unmittelbar nach dem Start kam die Maschine in Rückenlage und stürzte ab. Boardman starb an den Unfallfolgen.
Die ähnliche Gee Bee R-2 besaß wieder den leistungsschwächeren Pratt & Whitney Wasp Junior R-985 sowie vergrößerte Tragflächen und war für die Teilnahme am Rennen um die Bendix Trophy 1932 vorgesehen.

## Konstruktion

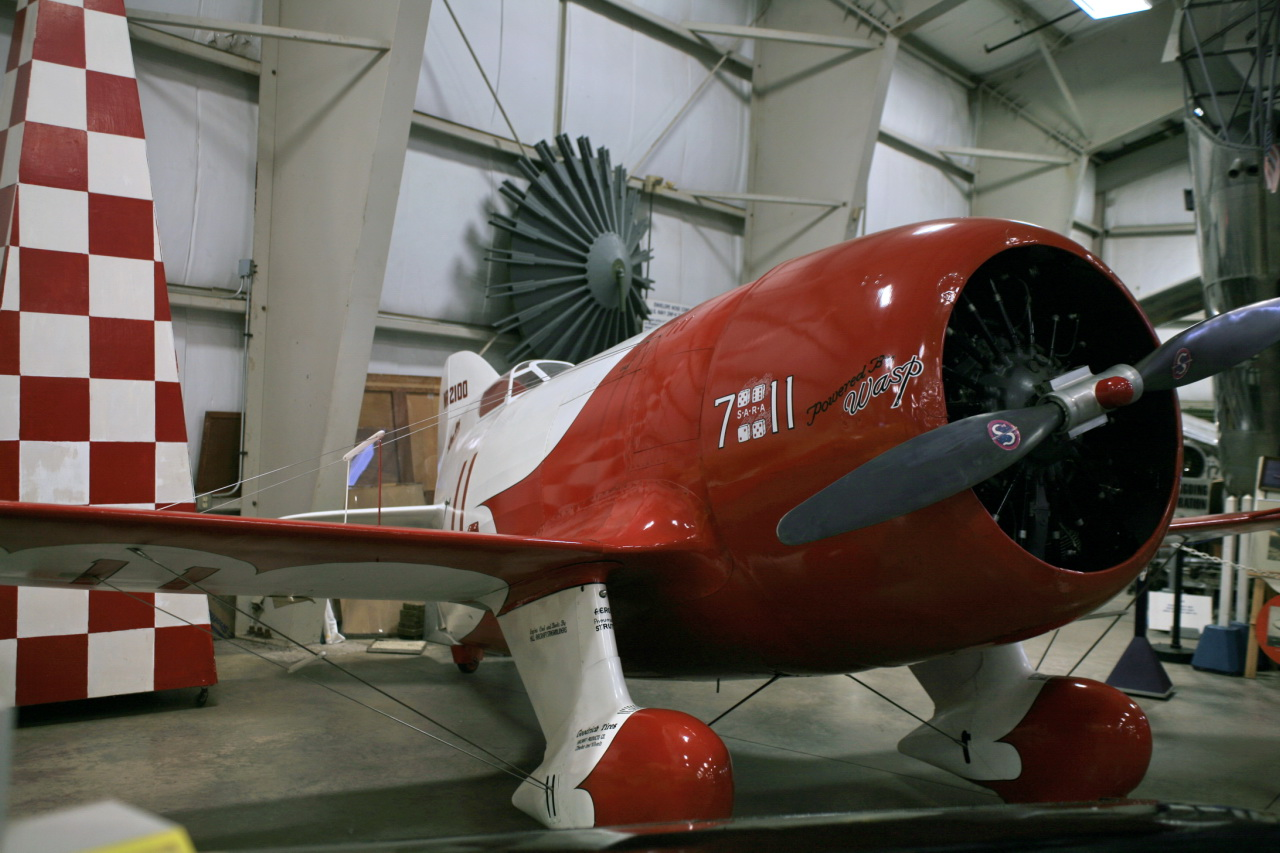
Gee Bee R-1 (Replik), Frontansicht

Wie bei den meisten Flugzeugen der Granville-Brüder handelte es sich bei der R-1 um einen einsitzigen, einmotorigen, abgestrebten Tiefdecker mit festem verkleidetem Spornfahrwerk, der speziell für Geschwindigkeitsrennen ausgelegt war. Gegenüber dem unmittelbaren Vorgänger Granville Gee Bee Z40 wurden einige Änderungen vorgenommen. So entstand die Gee Bee R-1 mit einem durch den verwendeten Motor bedingten Rumpfdurchmesser von 1,55 Meter bei einer Rumpflänge von nur noch 4,11 Metern. Der Rumpf war ein geschweißtes Stahlrohrfachwerk, in das durchbrochene Sperrholzspanten eingesetzt waren. Die Beplankung bestand teils aus Duralblech, teils aus Sperrholz. Der Führersitz befand sich nun unmittelbar vor dem Seitenleitwerk. Das Leitwerk und die Flächen mit zwei Holmen aus Holz sowie die ausgeglichenen Querruder waren ebenfalls mit Sperrholz beplankt.

## Technische Daten (R-1)

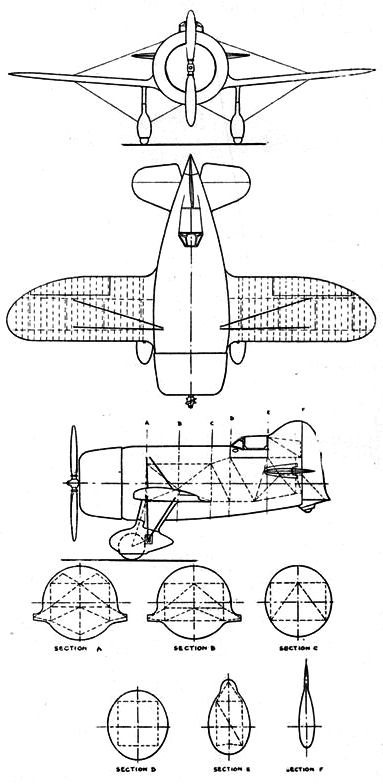
Dreiseitenansicht mit Rumpfquerschnitten der Gee Bee Super Sportster

| Kenngröße             | Daten                                          |
| --------------------- | ---------------------------------------------- |
| Länge                 | 5,60 m                                         |
| Spannweite            | 7,32 m                                         |
| Höhe                  | 1,64 m                                         |
| Flügelfläche          | 9,29 m²                                        |
| Flügelstreckung       | 5,8                                            |
| Leermasse             | 835 kg                                         |
| Startmasse            | 1396 kg                                        |
| Triebwerk             | Pratt & Whitney R-1340 mit 800 PS bei 2350/min |
| Höchstgeschwindigkeit | 475 km/h                                       |